# Amurrio Club
El Amurrio Club es un club de fútbol de la ciudad de Amurrio (Álava), España. Fue fundado en 1949 y vivió su mejor época en los finales de la década de los años 1990 e inicio del siglo XXI, cuando pasó de la Regional Preferente de Álava hasta la Segunda división B. Actualmente juega en la recién creada división de honor de la liga alavesa.

## Historia
El Amurrio Club fue fundado el 13 de julio de 1949, a partir del denominado Sporting de Amurrio aparecido dos años antes. Durante sus primeros años, disputó campeonatos en Vizcaya hasta que en la temporada 1989/90, siendo presidente Fernando Urkijo, el Amurrio Club debuta en la liga alavesa. Empezó en la categoría más baja, 1.ª Regional, de la cual quedó campeón, perdiendo un único partido y ascendiendo a Regional Preferente.
Es en la temporada 1991/1992 cuando se hace una fuerte apuesta en el club para lograr auparlo a las categorías nacionales del fútbol, consiguiendo ese año de 1992 quedar campeones de Regional Preferente y su ascenso directo a Tercera División.
Dos temporadas más tarde, en la 1993/1994, queda primero de su grupo y logra un histórico ascenso a la Segunda División B, siendo presidente Jesús Remirez de la Piscina y dirigido por Juan María Sañudo. En esta categoría permanece durante 12 temporadas, siendo los mayores momentos de gloria. Durante ese tiempo el club lo presidieron Luis Vea, Fernando Urkijo y Txabi Gauna, y lo dirigieron desde el banquillo entrenadores consagrados como Juan María Sañudo, Cándido Arroyo o Alfonso Barasoain. Esto supone un cambio drástico en el planteamiento deportivo del club, dados los enfrentamientos que a partir de ese momento se originan contra equipos de gran historia y calado.
La importancia y peso de ese gran paso a nivel deportivo viene dada por acontecimientos que se siguen derivando de ese estatus en la Segunda División B, y como consecuencia de ello, el Amurrio disputa, en las temporadas 2000/2001, 2001/2002 y 2003/2004, la Copa del Rey, cayendo eliminado contra los equipos de Primera División: Athletic Club (dos años consecutivos por 1-3 y 1-2) y Racing de Santander.
El mayor éxito en la historia del club ayalés se consigue en la temporada 2000/2001, tras quedar clasificados en cuarto lugar, se disputa la fase de ascenso a Segunda División, quedando encuadrados en un grupo con: Zamora CF, Cádiz Club de Fútbol y Gimnastic de Tarragona (ganando 1 partido, empatando 3 y perdiendo 2, se quedó en tercera posición). Pese a no lograr el objetivo, tanto el club, la afición y el pueblo de Amurrio dejaron una gran impresión, al tratarse de un pueblo de menos de diez mil habitantes contra tres capitales. Ese mismo año, el Amurrio fue galardonado con el Premio a la Deportividad de toda la Segunda División B, compuesta por 80 equipos.
La temporada 2005/2006, el Amurrio logra la salvación y no desciende a Tercera gracias a una agónica eliminatoria de descenso resuelta a penaltis contra el C.D. Baza tras empatar y consumir la prórroga. La temporada siguiente no puede evitarse el descenso y el conjunto ayalés baja a Tercera división.
En la temporada 2008/2009, el Amurrio fue el único equipo de todas las categorías nacionales (1.ª, 2.ª, 2.ª B y 3.ª, que hacen un total de 480 equipos) que en la jornada 7.ª no había recibido ningún gol, este hito hizo que durante todos esos días se hiciera referencia al club en infinidad de medios de comunicación de todo el estado.
Sin embargo, en la 2010/2011, nuevamente desciende a Regional Preferente. El club recupera la categoría y asciende a Tercera División en 2013, para perder de nuevo la categoría dos temporadas después.
Durante este tiempo se le ha dado una nueva imagen corporativa al club, revista, calendarios, pósteres, prensa, TV y se ha editado el libro "Amurrio club 60 años de historia-historian zehar", escrito por el socio Iñaki Isla y patrocinado por Diario de Noticias de Álava, Amurrioko Udala y Amurrio Ferrocarril y Equipos.
Además en el año 2015 el conjunto amurriotarra recibió, junto con otros 9 equipos amateur de Álava (C.D. Alipendi, C.D. Laudio, A.D.C. Abetxuko, C.D. Vitoria, C.D. Aurrera Femenino, C.D. Nanclares, S.D. Salvatierra, C.F. San Ignacio y Racing de Santo Domingo), la Medalla de Oro de manos del diputado general Javier de Andrés como premio al tesón y esfuerzo de las personas que han trabajado en estos clubes durante más de cinco décadas.
En la temporada 2015-2016, de la mano de Javi Pereda el equipo consiguió el ascenso a Tercera División. Categoría que consiguió mantener durante las siguientes dos temporadas. En la temporada 2018-19, con Iban Urbano, desciende nuevamente a la Preferente de Álava, donde logra el ascenso a Tercera RFEF para la temporada 2021/22. Solo disputarían ese torneo, ya que descenderían la misma temporada a la ahora llamada División de Honor de Álava.
La campaña 2022/23 sería la peor de Amurrio Club en los últimos 30 años, terminando séptimos con 50 puntos. En el torneo siguiente harían una campaña peor que la pasada, saliendo novenos con 40 puntos. 

## Uniforme
- Uniforme titular: Camiseta blanquiazul, pantalón negro y medias azules.
- Uniforme alternativo: Camiseta negra, pantalón azul y medias negras

## Estadio
Entre 1945 y 1979 disputa sus partidos en el estadio Maskuribai, pasando posteriormente a jugar en el estadio de Basarte, que tiene capacidad para 3500 personas y unas dimensiones de 102 metros de largo por 65 de ancho.

## Datos del club
- Temporadas en 1.ª: 0
- Temporadas en 2.ª: 0
- Temporadas en 2ªB: 12[4]
- Temporadas en 3.ª: 12
- Temporadas en 3.ª RFEF: 1
- Mejor puesto en la liga: 4.º (Segunda División B temporada 00-01)
- Peor puesto en la liga: 18.º (Tercera RFEF temporada 21-22)

## Temporada a temporada
| Temporada   | División | Puesto | Copa del Rey |
| ----------- | -------- | ------ | ------------ |
| Desde 49-50 | Regional | —      |              |
| hasta 91-92 | Regional | —      |              |
| 1992/93     | 3.ª      | 6.º    |              |
| 1993/94     | 3.ª      | 1.º    |              |
| 1994/95     | 2.ªB     | 11.º   |              |
| 1995/96     | 2.ªB     | 20.º   |              |
| 1996/97     | 3.ª      | 4.º    |              |
| 1997/98     | 2.ªB     | 13.º   |              |
| 1998/99     | 2.ªB     | 7.º    |              |
| 1999/00     | 2.ªB     | 7.º    |              |
| 2000/01     | 2.ª B    | 4.º    | 1.ª Ronda    |
| 2001/02     | 2.ª B    | 7.º    | 1.ª Ronda    |
| 2002/03     | 2.ª B    | 8.º    |              |
| 2003/04     | 2.ª B    | 7.º    | 1.ª Ronda    |
| 2004/05     | 2.ªB     | 11.º   |              |

| Temporada | División   | Puesto | Copa del Rey |
| --------- | ---------- | ------ | ------------ |
| 2005/06   | 2.ªB       | 16.º   |              |
| 2006/07   | 2.ªB       | 20.º   |              |
| 2007/08   | 3.ª        | 3.º    |              |
| 2008/09   | 3.ª        | 4.º    |              |
| 2009/10   | 3.ª        | 8.º    |              |
| 2010/11   | 3.ª        | 19.º   |              |
| 2011/12   | Preferente | 6.°    |              |
| 2012/13   | Preferente | 1.º    |              |
| 2013/14   | 3.ª        | 16.º   |              |
| 2014/15   | 3.ª        | 20.º   |              |
| 2015/16   | Preferente | 1.º    |              |
| 2016/17   | 3.ª        | 12.º   |              |
| 2017/18   | 3.ª        | 16.º   |              |
| 2018/19   | 3.ª        | 17.º   |              |
| 2019/20   | Preferente | 2.º    |              |
| 2020/21   | Preferente | 1.º    |              |

| Temporada | División      | Puesto | Copa del Rey |
| --------- | ------------- | ------ | ------------ |
| 2021/22   | 3.ª RFEF      | 18.º   |              |
| 2022/23   | Div. de Honor | 7.º    |              |
| 2023/24   | Div. de Honor | 9.º    |              |
| 2024/25   | Div. de Honor |        |              |

## Filial
En la época dorada del club se creó un filial con la denominación de Amurrio Club B que serviría para foguear en la Regional Preferente de Álava a los jugadores de las categorías inferiores antes de dar el salto a la primera plantilla. El equipo desapareció en verano de 2011 con el descenso de Preferente de la primera plantilla. En la temporada 2015-16 el equipo vuelve a la competición.